# Карпеченко Георгій Дмитрович
Георгій Дмитрович Карпеченко (*3 (15) травня 1899 Вельськ, Вологодська губернія, Російська імперія — †2 грудня 1941 розстрільний полігон «Комунарка», Московська область, СРСР) — видатний радянський генетик і селекціонер. Здійснив міжродову гібридизацію у рослин за допомогою поліплоїдизації геному. Співробітник Миколи Вавилова у ВІР. Репресований і розстріляний у 1941 році.

## Біографія
Навчався у Пермському університеті, звідки у 1917 році перевівся до Московського сільськогосподарського інституту. По закінченню інституту у 1922 році залишився на кафедрі.
У 1925 запрошений Миколою Вавиловим до Ленінграду, Всесоюзного інституту прикладної ботаніки. Там виконав перші роботи з віддаленої гібридизації. У 1929 році отримав Рокфелерівську стипендію, завдяки чому у 1929—31 роках працював у Каліфорнії в лабораторіях Моргана і Бебкока. Там же працював і Теодосій Добжанський.
Після повернення зі США очолив кафедру генетики Ленінградського університету, де професорами працювали Григорій Левицький та інші. У 1934 отримав ступінь доктора біологічних наук.
У другій половині 1930-х років вступив в полеміку з прибічниками «мічурінської біології» У січні 1941 року звільнений з університету та ВІРу. Заарештований у лютому 1941. Розстріляний у грудні того ж року. Дружина Салтиковська-Карпеченко покінчила життя самогубством у тюрмі 1942 року.

## Науковий внесок
Показав можливість подолати бар'єр при віддаленній гібридизації рослин шляхом попередньої штучної поліплоїдизації — кратного збільшення числа хромосом. Таким методом виведено гібрид редьки і капусти — рафанобрассіку. Цей приклад увійшов у всі підручники з генетики, хоча надалі Карпеченком було виведено й інші гібриди.
Досліджував генетичні підвалини еволюції.

## Наукові праці
- Карпеченко Г. Д. Число хромосом и генетические взаимоотношения у культурных Cruciferae //  Тр. по прикл. ботан., генет. и селекции. 22/1923. Т .13. Вып. 2. С. 4–14.
- Карпеченко Г. Д. Межвидовые гибриды Raphanus sativus L. ×Brassica oleracea  L. //Науч .- агроном . журнал . 1924. Т . 1. No3/4. C.90–410.
- Karpechenko G.D. Hybrids of Raphanus sativus L. × Brassica oleracea L. // J. Genetics. 1924. V. 14. No 3. P. 375–394.
- Карпеченко Г .Д.Кариологический очерк рода Trifolium L. //Тр. по прикл .ботан . иселекции .1924/1925. Т. 14. Вып. 1. С . 271–279.
- Карпеченко Г . Д . О хромозомах видов фасоли // Тр . по прикл . ботан . и селекции  . 1925.  Т . 14. Вып . 2. С . 143–148.
- Карпеченко Г . Д . Новые данные  по гибридизации Aegilops  с пшеницами // Тр . по прикл . ботан   . и селекции . 1927 а . Т . 17. Вып.  4. С . 343–350.
- Карпеченко Г. Д. Полиплоидные гибриды Raphanus sativus L.× Brassica oleracea L. ( К проблеме экспериментального видообразования ) // . по прикл. ботан. и селекции. 1927. Т. 17.Вып. 3.С. 305–410.
- Karpechenko, G.D., 1927. The production of polyploid gametes in hybrids. Hereditas 9, 349–368.
- Karpechenko G.D. Polyploid hybrids of Raphanus sativus L. × Brassica oleracea L. // Z. Inductive Abstammungs und Vererbungslehre. 1928. Bd. 48. H. 1. S.   84.
- Karpetschenko G.D. Konstantwerden von Art- und Gattungsbastar den durch Verdoppelung der Chro- mosomenkomplexe // Züchter. 1929. Bd. 1. H. 5. S. 133–140
- Карпеченко Г . Д . Успехи генетики в области формообразования // Достижения и  перспективы в  области прикладной ботаники и селекции. Л .: Изд . ИПБиНК и ГИОА , 1929. С . 71–86.
- Карпеченко Г . Д ., Сорокина О . Н . Гибриды Aegilops  triuncialis L. с рожью  // Тр . по  прикл . ботан ., ге - нет . и селекции. 1929. Т . 20. Вып . С . 563–584.
- Карпеченко Г .  Д ., Щавинская  С . А  . О  половом обо  - соблении тетраплоидных гибридов Raphanus × Brassica // Тр . Всесоюз . съезда по генетике , селекции , семеноводству и племенному живот - новодству  Т . 2. Л .: Изд. Редколлегии  съезда , 1930. С . 267–276
- Карпеченко Г.Д. К синтезу константных гибридов из трех видов // Тр . Всесоюз . съезда по генетике , селекции  ,  семеноводствуи    племенному живот - новодству . Л : Изд . редколлегии съезда , 1930. Т . 2. С   277–294.
- ГД Карпеченко Генетика растений в СССР - Соц. Растениеводство, 1932
- Карпеченко Г.Д. Изучение отдаленной гибридизации в СССР // Соц . растениеводство . Сер . А . 1934. No 10. С . 41–50.
- Карпеченко Г.Д. Теория отдаленной гибридизации  // Теоретические основы селекции растений. Т. 1. М.; Л.: Сельхозгиз, 1935 С . 293–354.
- Карпеченко Г . Д . Экспериментальная полиплоидия и гаплоидия // Теоретические основы селекции растений. Т. 1. М.; Л .: Сельхозгиз, 1935. С . 398–434.
- ГТ Морган, ГД Карпеченко Экспериментальные основы эволюции — 1936 — Гос. изд-во биол. и мед. лит.
- ГД Карпеченко. Увеличение скрещиваемости вида путем удвоения числа хромосом - Тр. прикл. бот., ген. и сел., сер. II, 1937
- Карпеченко Г. Д. Выступление по докладам  // Спорные вопросы генетики и селекции . М .: Изд -во ВАСХНИЛ , 1937 а . С. 281–284.
- Карпеченко Г. Д. Экспериментальное получение тетраплоидных гибридов Brassica oleracea× Brassica carinata Al. Braun // Тр . по прикл . ботан ., генет .и селекции . Сер. 2. 1937б .No 7.С . 53–68.
- Карпеченко Г. Д . Скрещиваемость видов и удвоение хромосомного набора //Изв  .АН  СССР . 1938а . Сер .биол . No 3. С . 693–694.
- Карпеченко Г. Д. Тетраплоидные ячмени, полученные действием высокой температуры //Биол . журнал. 1938  . Т. 7.  No2. С . 287–294.
- Карпеченко Г .Д. О поперечном делении хромосом под влиянием колхицина // Докл . АН СССР . 1940a. Т . 29. No 5/6. C. 402–404.
- Карпеченко Г.  Д. Тетраплоидные шестирядные ячмени, полученные обработкой колхицином // Докл АН СССР. 1940. Т. 27. No 1. С. 48–51